# Dunaújváros tömegközlekedése
Dunaújváros helyi és környéki tömegközlekedését a Volánbusz látja el, jogelődjei már a város megalakulásának kezdetétől üzemeltetik a város autóbuszvonalait. 2010 szeptemberétől 2012 októberéig egyes vonalakat alvállalkozóval üzemeltetett. A Volánbusz 2019. október 1-jén vette át az üzemeltetést a 2015. január 1-jén, az Alba Volán és a Vértes Volán összeolvadásával létrejött KNYKK-tól, elődjei feladatait megszakítás nélkül, jogfolytonosan látja el.
A Volánbusz feladata a Fejér megyében keletkező – elsősorban menetrend szerinti – személyszállítási igények kiszolgálása, a hozzá tartozó szervezési, műszaki és gazdálkodási tevékenységekkel.
A társaság Dunaújvárosi Üzemigazgatósága 93 autóbusszal és 300 fő alkalmazott közreműködésével biztosítja a város és a környékének autóbusz-közlekedési vérkeringését. A járműpark a gazdálkodás adta lehetőségek függvényében folyamatosan megújul és korszerűsödik. Jelenleg már 16 db modern Volvo gyártmányú autóbusz is található az állományban.
A menetrend szerinti feladatokon túlmenően lehetőség van az egyedi igények (autóbuszos kirándulások, dolgozók szervezett szállítása stb.) kiszolgálására is.
A megbízható üzemvitel műszaki hátterét a 2003. évben felújított javítóbázis és a szakemberek képzettsége és tapasztalata garantálja. Ennek a javítóbázisnak a gondos munkáját élvezhetik azok a vállalkozások is, melyek részére munkát végeznek a szabad kapacitásuk erejéig.
Az alkalmazottak megfelelő szintű munkavégzéséről az Üzemigazgatóság oktatási tevékenysége gondoskodik, mely elsősorban a munkafolyamatok elvégzéséhez szükséges tudásanyag átadásában, továbbá járművezetői és különböző gépkezelői tanfolyamok lebonyolításában valósul meg. Az oktatásnak nem csak a társaság dolgozói hasznosítják a tevékenységét, mert a város és környéke lakosságának és vállalkozóinak lehetőség nyílik a képzésben való részvételre.

## Története
Az 1950-es évek közepére szervezetté vált a tömegközlekedés a városban. A személyforgalmat a 19. sz. Autóközlekedési Vállalat (AKÖV) bonyolította 21 db Ikarus típusú autóbusszal, amelyek közül négyet pótkocsival láttak el. Az autóbuszok zömét azonban a Csepel gyártmányú bódés gépkocsik, az úgynevezett fakaruszok alkották. Ezekből 50 közlekedett a város utcáin. Az autóbusz-forgalom méreteire jellemző, hogy egyetlen munkanapon 14 000 utas szállítását kellett megoldani. A vállalat taxirészleget is üzemeltetett, 6 Opel és 4 Škoda gyártmányú személygépkocsi teljesítette a különleges igényeket.
1965-ben helyijáratként Ikarus 66-os típusúak működtek. 1967-től kezdtek járni a buszok nemzetközi vonalon, Szabadka–Szeged–Dunaújváros vonalán. 1970-ben forgalmi-műszaki telepet építettek a városban. 1971-ben bekapcsolták a forgalomba Felsőtöbörzsök, Erdőmajor, Sinatelep településeket. Nyáron járatokat indítottak Dunaújváros és Igal között.

## Járműpark
Dunaújváros helyi tömegközlekedését jelenleg 46 autóbusz szolgálja ki.
- 3 Mercedes-Benz O345G csuklósbusz (2004-2005)
- 7 Volvo 7700A csuklósbusz (2008)
- 2 Volvo 7900A csuklósbusz (2014)
- 9 Mercedes-Benz Conecto G csuklósbusz (2020)
- 7 Alfa Localo szólóbusz (2005, 2007)
- 3 Mercedes-Benz Citaro szólóbusz (2006)
- 7 Credo BN12 szólóbusz (2009)
- 8 MAN Lion's City szólóbusz (2014)

## Helyi autóbuszvonalak
2023. január 1-től visszaállt a 2021. előtti menetrend csökkentett vonalszámmal, indulásokkal és több esetben rövidített útvonalakkal. Május 1-től kisebb módosítások léptek életbe.

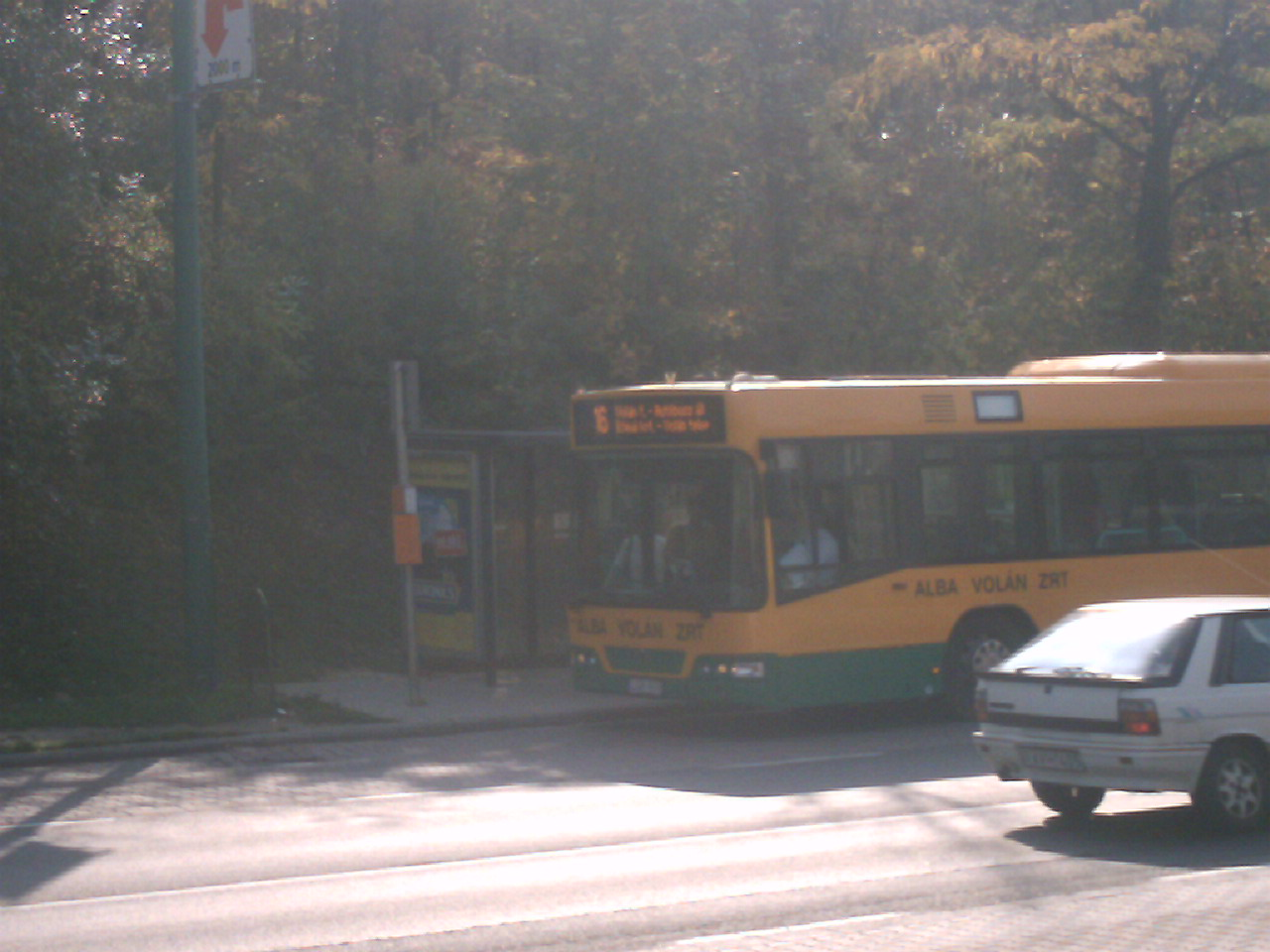
16-os autóbusz a Kertváros megállóban

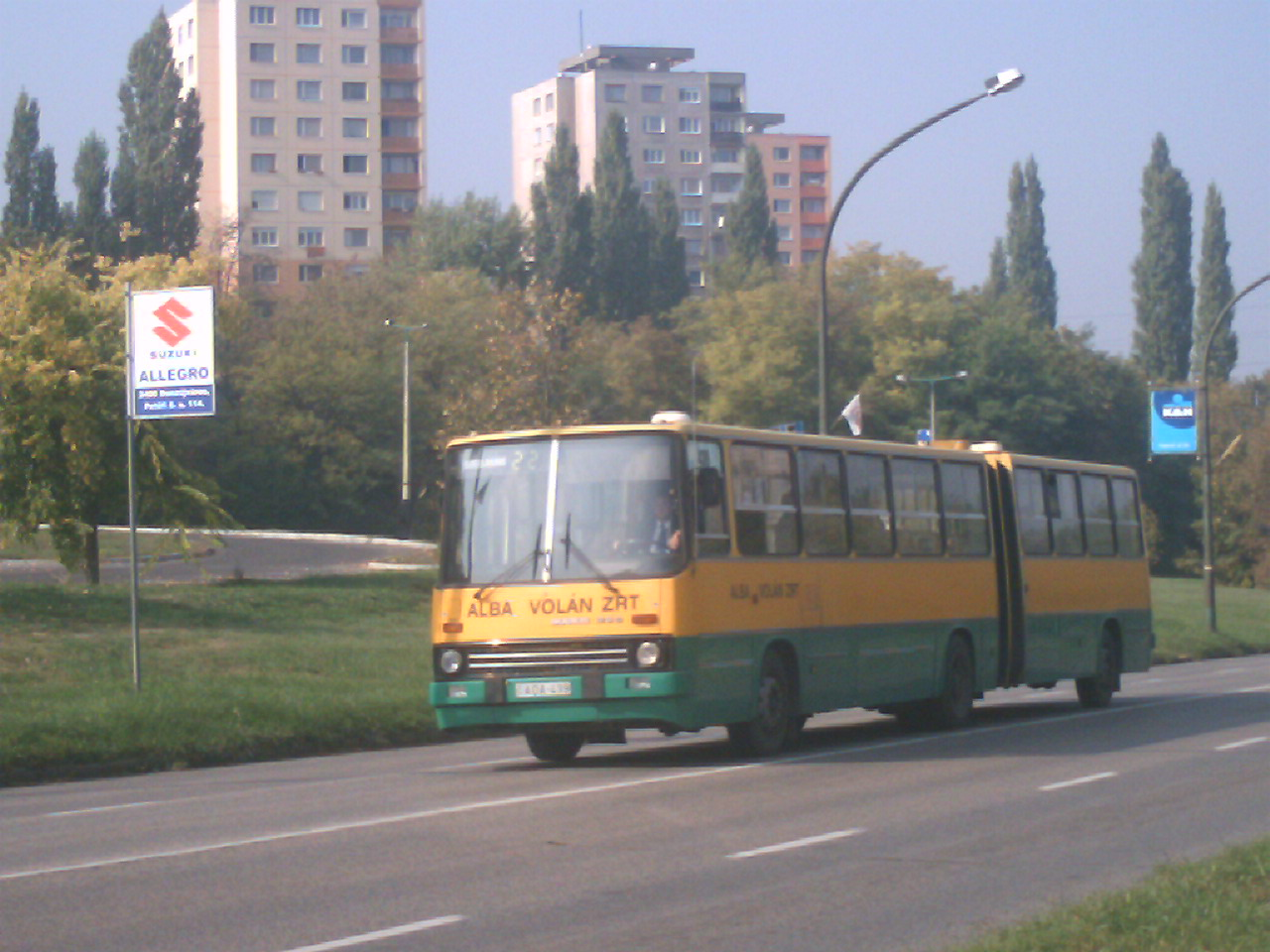
22-es autóbusz a Baracsi út-Liszt Ferenc kert megállók között

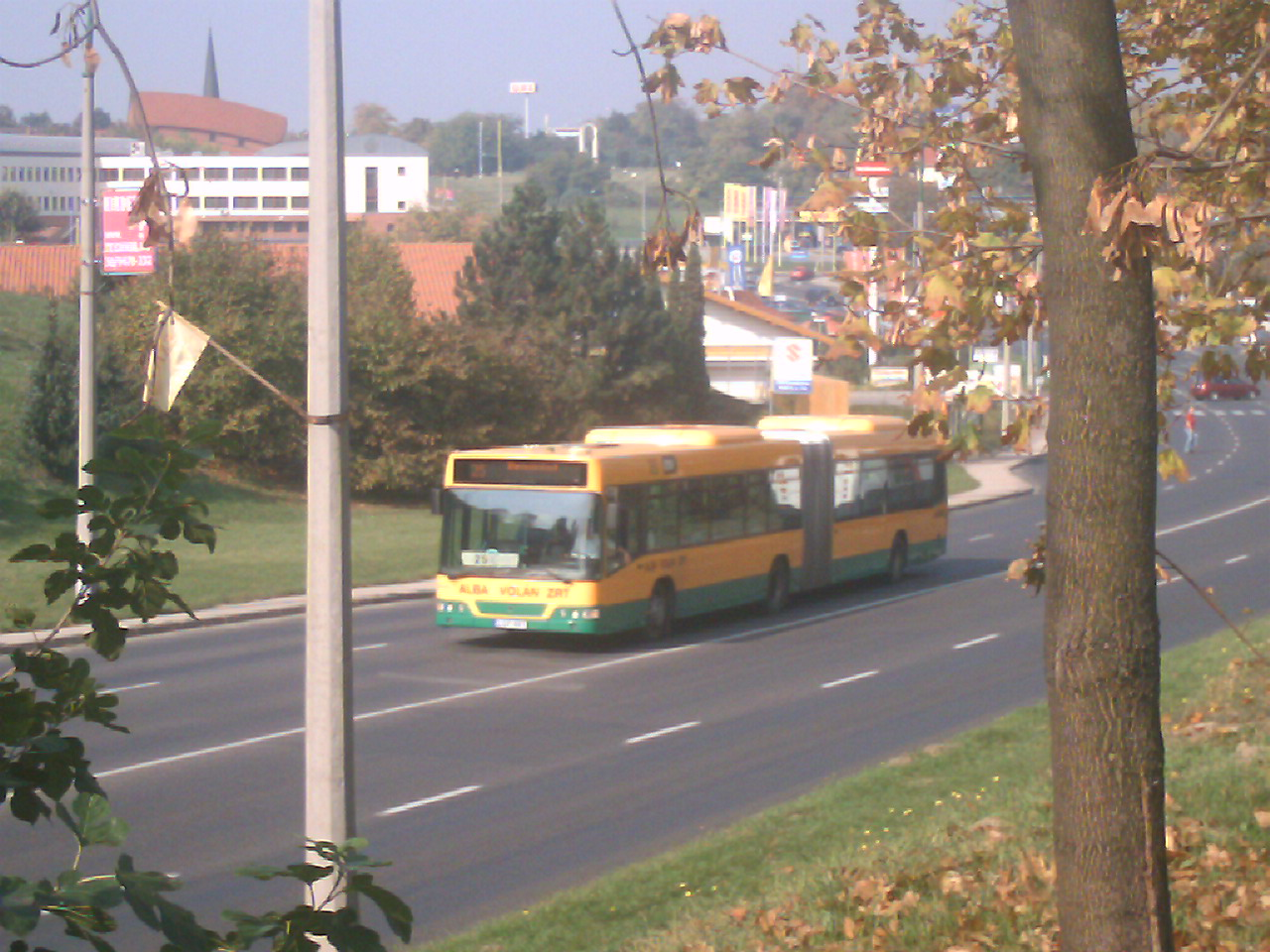
25-ös autóbusz a Baracsi út megállóból indulva

- 2:  (Kokszvegyészet* –) Papírgyár – Vasmű tér – Autóbusz-állomás – Szórád M. út – Vasmű út – Autóbusz-állomás – Vasmű tér – Papírgyár (– Kokszvegyészet*)
- 3:  Papírgyár – Vasmű tér – Vasmű út – Római körút – Vasmű út – Vasmű tér – Papírgyár (– Kokszvegyészet*)
- 5:  Szórád M. út – Autóbusz-állomás – Vasmű út – Római körút – Óváros – Újtelep – Bagolyvár – Béke körút – Vasútállomás – VOLÁN-telep
- 8:  Kokszvegyészet – Autóbusz-állomás – Szórád M. út – Vasmű út – Kokszvegyészet
- 13: Békeváros, Szabadság út – Béke körút – Kertváros – Autóbusz-állomás – Dózsa mozi –  Kertváros – Béke körút – Békeváros, Szabadság út
- 14: Békeváros, Szabadság út – Béke körút – Kertváros – Autóbusz-állomás – Vasmű tér – Papírgyár
- 14: Papírgyár – Vasmű tér – Autóbusz-állomás – Kertváros – Béke körút – Békeváros, Szabadság út
- 18: VOLÁN-telep – Vasútállomás – Békeváros, Hajnal út – Kertváros – Technikum – Római körút – Vasmű út – Autóbusz-állomás – Kertváros – Békeváros, Hajnal út – Vasútállomás – VOLÁN-telep
- 24: Ipari kikötő – Óváros – Szórád M. út – Autóbusz-állomás – Vasmű út – Római körút – Óváros – Ipari kikötő
- 25: Északi Ipari Park – ÉIP, Lánczos K. utca – Óváros – Római körút – Vasmű út – Autóbusz-állomás – Szórád M. út – Óváros – Északi Ipari Park (– ÉIP, Lánczos K. utca*)
- 27: Autóbusz-állomás – Szórád M. út – Északi Ipari Park – ÉIP, Lánczos K. utca
- 27: Északi Ipari Park – ÉIP, Lánczos K. utca – Szórád M. út – Autóbusz-állomás
- 28: Békeváros, Hajnal út – Béke körút – Bagolyvár – Óváros – Ipari kikötő – Északi Ipari Park – ÉIP, Lánczos K. utca
- 28: Északi Ipari Park – ÉIP, Lánczos K. utca – Ipari kikötő – Óváros – Bagolyvár – Béke körút – Békeváros, Hajnal út
- 29: Északi Ipari Park – ÉIP, Lánczos K. utca – Köztemető – Óváros – Vasmű út – Autóbusz-állomás – Szórád M. út – Óváros – Köztemető – Északi Ipari Park (– ÉIP, Lánczos K. utca*)
- 33: Pálhalma – Római körút – Vasmű út – Autóbusz-állomás
- 35: (BV központ* –) Pálhalma – Újtelep – Óváros – Szórád M. út – Autóbusz-állomás – Vasmű út – Óváros – Újtelep – Pálhalma (– BV központ*)
- 40: TESCO – Bagolyvár – Béke körút – Békeváros, Hajnal út – Kertváros – Autóbusz-állomás (– Vasmű tér**) – Vasmű út – Római körút – Technikum – Kertváros – Békeváros, Hajnal út – Béke körút – Bagolyvár – TESCO
- 44: Békeváros, Szabadság út – Béke körút – Kertváros – Technikum – Szórád M. út – Autóbusz-állomás – Vasmű tér – Papírgyár
- 44: (Kokszvegyészet* –) Papírgyár – Vasmű tér – Autóbusz-állomás – Szórád M. út – Technikum – Kertváros – Béke körút – Békeváros, Szabadság út (– Vasútállomás*)
- 8201: (Dunaújváros – Kisapostag) Autóbusz-állomás – Szalmacellulóz-gyár között vehető igénybe
- 8202: (Dunaújváros – Dunavecse) Autóbusz-állomás – Szalmacellulóz-gyár között vehető igénybe
- 8229: (Dunaújváros – Mélykút) Autóbusz-állomás – Vasmű út – Pálhalma között vehető igénybe

* A jelölt megállókat a járatok csak kiemelt időpontokban érintik.
** A jelölt megállót a járatok csak vásári napokon érintik.